# Interlands Estisch voetbalelftal 1920-1929
Deze pagina toont een chronologisch en gedetailleerd overzicht van de interlands die het Estisch voetbalelftal heeft gespeeld in de periode 1920 – 1929, vlak na de onafhankelijkheid van het Baltische land in 1918.

## Interlands

### 1920
|                                                                          | |       |         |                                                                                      |
| 17 oktober Vriendschappelijk № 1 «onderlinge duels» 13:00 uur (UTC+1:40) | Finland                                                                                                | 6 – 0 | Estland | Töölön Pallokenttä, Helsinki Toeschouwers: 2.500 Scheidsrechter: Kaarlo Soinio (FIN) |
| 17 oktober Vriendschappelijk № 1 «onderlinge duels» 13:00 uur (UTC+1:40) | Gunnar Öhman 5' Verner Eklöf 10' Jarl Österholm 15' Lauri Tanner 35' Lauri Tanner 70' Verner Eklöf 80' |       |         | Töölön Pallokenttä, Helsinki Toeschouwers: 2.500 Scheidsrechter: Kaarlo Soinio (FIN) |

### 1921
|                                                                    |         |       |        |                                                                                          |
| 22 juli Vriendschappelijk № 2 «onderlinge duels» 19:00 uur (UTC+2) | Estland | 0 – 0 | Zweden | Tiigiveski Spordiplats, Tallinn Toeschouwers: 2.000 Scheidsrechter: Friedrich Akel (EST) |
| 22 juli Vriendschappelijk № 2 «onderlinge duels» 19:00 uur (UTC+2) |         |       |        | Tiigiveski Spordiplats, Tallinn Toeschouwers: 2.000 Scheidsrechter: Friedrich Akel (EST) |

|                                                                        |         |                                                            |         |                                                                                          |
| 28 augustus Vriendschappelijk № 3 «onderlinge duels» 18:00 uur (UTC+2) | Estland | 0 – 3                                                      | Finland | Tiigiveski Spordiplats, Tallinn Toeschouwers: 2.500 Scheidsrechter: Bengt Sjöström (FIN) |
| 28 augustus Vriendschappelijk № 3 «onderlinge duels» 18:00 uur (UTC+2) |         | 3' Einar Grannas 9' Vilho Hirvonen 78' (pen.) Verner Eklöf |         | Tiigiveski Spordiplats, Tallinn Toeschouwers: 2.500 Scheidsrechter: Bengt Sjöström (FIN) |

### 1922
|                                                                        | |        |                                      |                                                                                      |
| 11 augustus Vriendschappelijk № 4 «onderlinge duels» 18:30 uur (UTC+2) | Finland | 10 – 2 | Estland                              | Töölön Pallokenttä, Helsinki Toeschouwers: 2.000 Scheidsrechter: Gösta Löfgren (SWE) |
| 11 augustus Vriendschappelijk № 4 «onderlinge duels» 18:30 uur (UTC+2) | Jarl Öhman 1' Jarl Öhman 9' Jarl Öhman 14' (pen.) Bruno Mantila 37' Jarl Öhman 46' Verner Eklöf 48' Jarl Öhman 50' Verner Eklöf 59' Jarl Öhman 69' Bruno Mantila 84' |        | 40' Arnold Kuulman 42' Vladimir Tell | Töölön Pallokenttä, Helsinki Toeschouwers: 2.000 Scheidsrechter: Gösta Löfgren (SWE) |

|                                                                            |                 |       |                  |                                                                          |
| 24 september Vriendschappelijk № 5 «onderlinge duels» 16:00 uur (UTC+1:37) | Letland         | 1 – 1 | Estland          | LSB Stadion, Riga Toeschouwers: 3.000 Scheidsrechter: Verner Eklöf (FIN) |
| 24 september Vriendschappelijk № 5 «onderlinge duels» 16:00 uur (UTC+1:37) | Edvīns Bārda 2' |       | 88' Oskar Üpraus | LSB Stadion, Riga Toeschouwers: 3.000 Scheidsrechter: Verner Eklöf (FIN) |

### 1923
|                                                                    |          |                                                                                                |         |                                                                            |
| 24 juni Vriendschappelijk № 6 «onderlinge duels» 16:30 uur (UTC+2) | Litouwen | 0 – 5                                                                                          | Estland | LFLS Stadion, Kaunas Toeschouwers: 3.000 Scheidsrechter: Adolf Hahne (LAT) |
| 24 juni Vriendschappelijk № 6 «onderlinge duels» 16:30 uur (UTC+2) |          | 1' Vladimir Tell 40' Eduard Ellman-Eelma 62' Vladimir Tell 64' Heinrich Paal 79' Vladimir Tell |         | LFLS Stadion, Kaunas Toeschouwers: 3.000 Scheidsrechter: Adolf Hahne (LAT) |

|                                                                    |                  |       |                  |                                                                                    |
| 24 juli Vriendschappelijk № 7 «onderlinge duels» 18:00 uur (UTC+2) | Estland          | 1 – 1 | Letland          | Kalevi Keskstaadion, Tallinn Toeschouwers: 4.000 Scheidsrechter: Gunnar Sund (SWE) |
| 24 juli Vriendschappelijk № 7 «onderlinge duels» 18:00 uur (UTC+2) | Heinrich Paal 3' |       | 65' Arvīds Bārda | Kalevi Keskstaadion, Tallinn Toeschouwers: 4.000 Scheidsrechter: Gunnar Sund (SWE) |

|                                                      |                                                 |       |                                                                                    |                                                                                  |
| 19 september Vriendschappelijk № 8 16:30 uur (UTC+2) | Estland                                         | 2 – 4 | Sovjet-Unie                                                                        | Kalevi Keskstaadion, Tallinn Toeschouwers: 4.000 Scheidsrechter: Max Adler (AUT) |
| 19 september Vriendschappelijk № 8 16:30 uur (UTC+2) | Elmar Kaljot 63' (pen.) Elmar Kaljot 71' (pen.) |       | 28' Michail Boetoesov 37' Michail Boetoesov 50' Pjotr Isakov 84' Michail Boetoesov | Kalevi Keskstaadion, Tallinn Toeschouwers: 4.000 Scheidsrechter: Max Adler (AUT) |

|                                                                         |                          |       |                                                                                              |                                                                                     |
| 25 september Vriendschappelijk № 9 «onderlinge duels» 16:30 uur (UTC+2) | Estland                  | 1 – 4 | Polen                                                                                        | Kalevi Keskstaadion, Tallinn Toeschouwers: 4.000 Scheidsrechter: Verner Eklöf (FIN) |
| 25 september Vriendschappelijk № 9 «onderlinge duels» 16:30 uur (UTC+2) | Ernst-Aleksandr Joll 86' |       | 20' Mieczysław Batsch 38' Władysław Kowalski 65' Władysław Kowalski 77' Wawrzyniec Staliński | Kalevi Keskstaadion, Tallinn Toeschouwers: 4.000 Scheidsrechter: Verner Eklöf (FIN) |

|                                                                          |                                            |       |                       |                                                                                |
| 30 september Vriendschappelijk № 10 «onderlinge duels» 15:00 uur (UTC+2) | Estland                                    | 2 – 1 | Finland               | Spordi Staadion, Tallinn Toeschouwers: 4.000 Scheidsrechter: Gunnar Sund (SWE) |
| 30 september Vriendschappelijk № 10 «onderlinge duels» 15:00 uur (UTC+2) | Vladimir Tell 24' Ernst-Aleksandr Joll 84' |       | 67' Torsten Österlund | Spordi Staadion, Tallinn Toeschouwers: 4.000 Scheidsrechter: Gunnar Sund (SWE) |

### 1924
| Olympische Spelen 1924 |
| ---------------------- |

|                                                                                 |         |                  |                  |                                                                            |
| 25 mei Olympische Spelen Eerste ronde № 11 «onderlinge duels» 16:15 uur (UTC+1) | Estland | 0 – 1            | Verenigde Staten | Stade Pershing, Parijs Toeschouwers: 8.110 Scheidsrechter: Paul Putz (BEL) |
| 25 mei Olympische Spelen Eerste ronde № 11 «onderlinge duels» 16:15 uur (UTC+1) |         | 16' Andy Straden |                  | Stade Pershing, Parijs Toeschouwers: 8.110 Scheidsrechter: Paul Putz (BEL) |

|  |  |  |  |  |  |  |  |  |

|                                                                    |                                                       |       |                  |                                                                                                 |
| 3 juni Vriendschappelijk № 12 «onderlinge duels» 15:00 uur (UTC+1) | Ierse Vrijstaat                                       | 3 – 1 | Estland          | Stade Olympique de Colombes, Colombes Toeschouwers: 3.000 Scheidsrechter: Yussuf Muhammad (EGY) |
| 3 juni Vriendschappelijk № 12 «onderlinge duels» 15:00 uur (UTC+1) | Paddy Duncan 15' Christy Robinson 48' Frank Ghent 69' |       | 37' Oskar Üpraus | Stade Olympique de Colombes, Colombes Toeschouwers: 3.000 Scheidsrechter: Yussuf Muhammad (EGY) |

|                                                                     |                  |       |                                                                           |                                                                                       |
| 19 juni Vriendschappelijk № 13 «onderlinge duels» 18:00 uur (UTC+2) | Estland          | 1 – 4 | Turkije                                                                   | Kalevi Keskstaadion, Tallinn Toeschouwers: 5.500 Scheidsrechter: Julius Reinans (EST) |
| 19 juni Vriendschappelijk № 13 «onderlinge duels» 18:00 uur (UTC+2) | Oskar Üpraus 38' |       | 30' Sabih Arca 69' Bedri Gürsoy 72' Zeki Rıza Sporel 75' Zeki Rıza Sporel | Kalevi Keskstaadion, Tallinn Toeschouwers: 5.500 Scheidsrechter: Julius Reinans (EST) |

|                                                                     |                                                                                     |       |                               |                                                                                      |
| 25 juli Vriendschappelijk № 14 «onderlinge duels» 18:45 uur (UTC+1) | Zweden                                                                              | 5 – 2 | Estland                       | Olympisch Stadion, Stockholm Toeschouwers: 4.000 Scheidsrechter: Gösta Löfgren (SWE) |
| 25 juli Vriendschappelijk № 14 «onderlinge duels» 18:45 uur (UTC+1) | Algot Haglund 22' Tore Keller 40' Per Kaufeldt 49' Rudolf Kock 72' Per Kaufeldt 89' |       | 2' Oskar Üpraus 47' Hugo Väli | Olympisch Stadion, Stockholm Toeschouwers: 4.000 Scheidsrechter: Gösta Löfgren (SWE) |

|                                                                         |                  |       |                                            |                                                                                      |
| 24 augustus Vriendschappelijk № 15 «onderlinge duels» 18:00 uur (UTC+2) | Estland          | 1 – 2 | Litouwen '                                 | Kalevi Keskstaadion, Tallinn Toeschouwers: 3.500 Scheidsrechter: Jānis Rēdlihs (LAT) |
| 24 augustus Vriendschappelijk № 15 «onderlinge duels» 18:00 uur (UTC+2) | Oskar Üpraus 58' |       | 34' Valteris Krigas 71' Viljamas Seidleris | Kalevi Keskstaadion, Tallinn Toeschouwers: 3.500 Scheidsrechter: Jānis Rēdlihs (LAT) |

|                                                                          |                                                                      |       |         |                                                                                       |
| 14 september Vriendschappelijk № 16 «onderlinge duels» 13:30 uur (UTC+2) | Finland                                                              | 4 – 0 | Estland | Töölön Pallokenttä, Helsinki Toeschouwers: 4.000 Scheidsrechter: Axel Bergqvist (SWE) |
| 14 september Vriendschappelijk № 16 «onderlinge duels» 13:30 uur (UTC+2) | Yrjö Kanerva 20' Eino Soinio 50' Aulis Koponen 65' Aulis Koponen 85' |       |         | Töölön Pallokenttä, Helsinki Toeschouwers: 4.000 Scheidsrechter: Axel Bergqvist (SWE) |

|                                                                           |                                        |       |         |                                                                              |
| 18 oktober Vriendschappelijk № 17 «onderlinge duels» 15:30 uur (UTC+1:37) | Letland                                | 2 – 0 | Estland | ASK Stadions, Riga Toeschouwers: 4.000 Scheidsrechter: Dieter Grünbaum (AUT) |
| 18 oktober Vriendschappelijk № 17 «onderlinge duels» 15:30 uur (UTC+1:37) | Aleksandrs Ābrams 27' Edvīns Bārda 33' |       |         | ASK Stadions, Riga Toeschouwers: 4.000 Scheidsrechter: Dieter Grünbaum (AUT) |

### 1925
|                                                                     |          |                 |         |                                                                                |
| 28 juni Vriendschappelijk № 18 «onderlinge duels» 17:00 uur (UTC+2) | Litouwen | 0 – 1           | Estland | LFLS Stadionas, Kaunas Toeschouwers: 4.000 Scheidsrechter: Jānis Rēdlihs (LAT) |
| 28 juni Vriendschappelijk № 18 «onderlinge duels» 17:00 uur (UTC+2) |          | 9' Oskar Üpraus |         | LFLS Stadionas, Kaunas Toeschouwers: 4.000 Scheidsrechter: Jānis Rēdlihs (LAT) |

|                                                                    |                                            |       |         |                                                                                   |
| 5 juli Vriendschappelijk № 19 «onderlinge duels» 19:00 uur (UTC+2) | Estland                                    | 2 – 0 | Finland | Kalevi Keskstaadion, Tallinn Toeschouwers: 3.000 Scheidsrechter: Imre Józsa (HUN) |
| 5 juli Vriendschappelijk № 19 «onderlinge duels» 19:00 uur (UTC+2) | Arnold Pihlak 20' Arnold Pihlak 45' (pen.) |       |         | Kalevi Keskstaadion, Tallinn Toeschouwers: 3.000 Scheidsrechter: Imre Józsa (HUN) |

|                                                                         |                                                   |       |                                        |                                                                                   |
| 26 augustus Vriendschappelijk № 20 «onderlinge duels» 18:00 uur (UTC+2) | Estland                                           | 2 – 2 | Letland                                | Kalevi Keskstaadion, Tallinn Toeschouwers: 4.000 Scheidsrechter: Imre Józsa (HUN) |
| 26 augustus Vriendschappelijk № 20 «onderlinge duels» 18:00 uur (UTC+2) | Arnold Pihlak 85' (pen.) Arnold Pihlak 89' (pen.) |       | 9' Arnolds Tauriņš 19' Arnolds Tauriņš | Kalevi Keskstaadion, Tallinn Toeschouwers: 4.000 Scheidsrechter: Imre Józsa (HUN) |

|                                                                         |         |       |       |                                                                                      |
| 2 september Vriendschappelijk № 21 «onderlinge duels» 15:00 uur (UTC+2) | Estland | 0 – 0 | Polen | Kalevi Keskstaadion, Tallinn Toeschouwers: 3.000 Scheidsrechter: August Silber (EST) |
| 2 september Vriendschappelijk № 21 «onderlinge duels» 15:00 uur (UTC+2) |         |       |       | Kalevi Keskstaadion, Tallinn Toeschouwers: 3.000 Scheidsrechter: August Silber (EST) |

### 1926
|                                                                     |                                                            |       |                         |                                                                                    |
| 13 juni Vriendschappelijk № 22 «onderlinge duels» 19:00 uur (UTC+2) | Estland                                                    | 3 – 1 | Litouwen                | Kadriorustadion, Tallinn Toeschouwers: 5.000 Scheidsrechter: Gustavs Krūmiņš (LAT) |
| 13 juni Vriendschappelijk № 22 «onderlinge duels» 19:00 uur (UTC+2) | Eduard Ellman-Eelma 48' Oskar Üpraus 74' Arnold Pihlak 79' |       | 82' Stasys Sabaliauskas | Kadriorustadion, Tallinn Toeschouwers: 5.000 Scheidsrechter: Gustavs Krūmiņš (LAT) |

|                                                                    |                                          |       |         |                                                                                  |
| 4 juli Vriendschappelijk № 23 «onderlinge duels» 15:30 uur (UTC+1) | Polen                                    | 2 – 0 | Estland | Stadion Agrykola, Warschau Toeschouwers: 4.000 Scheidsrechter: Imre Vértes (HUN) |
| 4 juli Vriendschappelijk № 23 «onderlinge duels» 15:30 uur (UTC+1) | Józef Sobota 13' Aleksander Tupalski 68' |       |         | Stadion Agrykola, Warschau Toeschouwers: 4.000 Scheidsrechter: Imre Vértes (HUN) |

|                                                                     |                     |       | |                                                                                    |
| 23 juli Vriendschappelijk № 24 «onderlinge duels» 19:00 uur (UTC+2) | Estland             | 1 – 7 | Zweden | Kadriorustadion, Tallinn Toeschouwers: 5.000 Scheidsrechter: Gustavs Krūmiņš (LAT) |
| 23 juli Vriendschappelijk № 24 «onderlinge duels» 19:00 uur (UTC+2) | Helmuth Räästas 81' |       | 1' John Kling 3' Axel Hedström 17' John Kling 31' Axel Hedström 33' Ernst Lööf 68' Ernst Lööf 73' John Kling | Kadriorustadion, Tallinn Toeschouwers: 5.000 Scheidsrechter: Gustavs Krūmiņš (LAT) |

|                                                                         |                 |       |                          |                                                                                      |
| 5 september Vriendschappelijk № 25 «onderlinge duels» 12:30 uur (UTC+2) | Finland         | 1 – 1 | Estland                  | Töölön Pallokenttä, Helsinki Toeschouwers: 3.000 Scheidsrechter: Elias Englund (SWE) |
| 5 september Vriendschappelijk № 25 «onderlinge duels» 12:30 uur (UTC+2) | Sulo Saario 60' |       | 36' Ernst-Aleksandr Joll | Töölön Pallokenttä, Helsinki Toeschouwers: 3.000 Scheidsrechter: Elias Englund (SWE) |

|                                                                          |         |                         |         |                                                                             |
| 19 september Vriendschappelijk № 26 «onderlinge duels» 16:00 uur (UTC+2) | Letland | 0 – 1                   | Estland | ASK Stadions, Riga Toeschouwers: 5.000 Scheidsrechter: Johann Zwicker (AUT) |
| 19 september Vriendschappelijk № 26 «onderlinge duels» 16:00 uur (UTC+2) |         | 70' Eduard Ellman-Eelma |         | ASK Stadions, Riga Toeschouwers: 5.000 Scheidsrechter: Johann Zwicker (AUT) |

### 1927
|                                                                     |                                                                                        |       |                  |                                                                                |
| 16 juni Vriendschappelijk № 27 «onderlinge duels» 19:00 uur (UTC+2) | Estland                                                                                | 4 – 1 | Letland          | Kadriorustadion, Tallinn Toeschouwers: 4.000 Scheidsrechter: Gunnar Sund (SWE) |
| 16 juni Vriendschappelijk № 27 «onderlinge duels» 19:00 uur (UTC+2) | Eduard Ellman-Eelma 5' Arnold Pihlak 20' Arnold Pihlak 34' Česlavs Stančiks 70' (e.d.) |       | 17' Emīls Urbāns | Kadriorustadion, Tallinn Toeschouwers: 4.000 Scheidsrechter: Gunnar Sund (SWE) |

|                                                                    |                                                |       |                   |                                                                                             |
| 1 juli Vriendschappelijk № 28 «onderlinge duels» 19:00 uur (UTC+1) | Zweden                                         | 3 – 1 | Estland           | Norrköpings Idrottspark, Norrköping Toeschouwers: 5.134 Scheidsrechter: Sophus Hansen (DEN) |
| 1 juli Vriendschappelijk № 28 «onderlinge duels» 19:00 uur (UTC+1) | Tore Keller 2' Tore Keller 25' Tore Keller 79' |       | 69' Heinrich Paal | Norrköpings Idrottspark, Norrköping Toeschouwers: 5.134 Scheidsrechter: Sophus Hansen (DEN) |

|                                                                         |                                            |       |                    |                                                                                   |
| 10 augustus Vriendschappelijk № 29 «onderlinge duels» 18:30 uur (UTC+2) | Estland                                    | 2 – 1 | Finland            | Kadriorustadion, Tallinn Toeschouwers: 5.000 Scheidsrechter: Axel Bergqvist (SWE) |
| 10 augustus Vriendschappelijk № 29 «onderlinge duels» 18:30 uur (UTC+2) | Arnold Pihlak 11' Ernst-Aleksandr Joll 59' |       | 52' Untamo Kulmala | Kadriorustadion, Tallinn Toeschouwers: 5.000 Scheidsrechter: Axel Bergqvist (SWE) |

|                                                                         |          |                                                                                         |         |                                                                                  |
| 13 augustus Vriendschappelijk № 30 «onderlinge duels» 17:00 uur (UTC+2) | Litouwen | 0 – 5                                                                                   | Estland | LFLS Stadionas, Kaunas Toeschouwers: 3.000 Scheidsrechter: Gustavs Krūmiņš (LAT) |
| 13 augustus Vriendschappelijk № 30 «onderlinge duels» 17:00 uur (UTC+2) |          | 11' Herbert Kipp 54' Felix Kull 60' Eduard Ellman-Eelma 62' Elmar Kaljot 73' Felix Kull |         | LFLS Stadionas, Kaunas Toeschouwers: 3.000 Scheidsrechter: Gustavs Krūmiņš (LAT) |

|                                                                          |                                                                             |       |                   |                                                                               |
| 25 september Vriendschappelijk № 31 «onderlinge duels» 16:00 uur (UTC+2) | Letland                                                                     | 4 – 1 | Estland           | LSB Stadions, Riga Toeschouwers: 3.500 Scheidsrechter: Ernst Thomaschky (GER) |
| 25 september Vriendschappelijk № 31 «onderlinge duels» 16:00 uur (UTC+2) | Voldemārs Žins 23' Emīls Urbāns 33' Voldemārs Plade 51' Voldemārs Plade 53' |       | 62' Arnold Pihlak | LSB Stadions, Riga Toeschouwers: 3.500 Scheidsrechter: Ernst Thomaschky (GER) |

### 1928
|                                                                    |         |                       |        |                                                                                |
| 9 juli Vriendschappelijk № 32 «onderlinge duels» 19:00 uur (UTC+2) | Estland | 0 – 1                 | Zweden | Kadriorustadion, Tallinn Toeschouwers: 4.500 Scheidsrechter: Matti Aalto (FIN) |
| 9 juli Vriendschappelijk № 32 «onderlinge duels» 19:00 uur (UTC+2) |         | 81' Bertil Pettersson |        | Kadriorustadion, Tallinn Toeschouwers: 4.500 Scheidsrechter: Matti Aalto (FIN) |

|                                                                        | |       |          |                                                                                  |
| 26 juli Baltische Beker 1928 № 33 «onderlinge duels» 18:30 uur (UTC+2) | Estland | 6 – 0 | Litouwen | Kadriorustadion, Tallinn Toeschouwers: 5.000 Scheidsrechter: Gustaf Ekberg (HUN) |
| 26 juli Baltische Beker 1928 № 33 «onderlinge duels» 18:30 uur (UTC+2) | Arnold Pihlak 1' (pen.) Helmuth Räästas 14' Arnold Pihlak 21' Arnold Pihlak 57' Artur Maurer 74' Artur Maurer 78' |       |          | Kadriorustadion, Tallinn Toeschouwers: 5.000 Scheidsrechter: Gustaf Ekberg (HUN) |

|                                                                        |         |                     |         |                                                                                  |
| 27 juli Baltische Beker 1928 № 34 «onderlinge duels» 18:30 uur (UTC+2) | Estland | 0 – 1               | Letland | Kadriorustadion, Tallinn Toeschouwers: 5.000 Scheidsrechter: Gustaf Ekberg (HUN) |
| 27 juli Baltische Beker 1928 № 34 «onderlinge duels» 18:30 uur (UTC+2) |         | 63' Arnolds Tauriņš |         | Kadriorustadion, Tallinn Toeschouwers: 5.000 Scheidsrechter: Gustaf Ekberg (HUN) |

|                                                                         |                                    |       |                                     |                                                                                        |
| 12 augustus Vriendschappelijk № 35 «onderlinge duels» 13:00 uur (UTC+2) | Finland                            | 2 – 2 | Estland                             | Töölön Pallokenttä, Helsinki Toeschouwers: 3.000 Scheidsrechter: Alf Hillerström (SWE) |
| 12 augustus Vriendschappelijk № 35 «onderlinge duels» 13:00 uur (UTC+2) | Gunnar Åström 30' Yrjö Kanerva 63' |       | 41' Arnold Pihlak 74' Heinrich Paal | Töölön Pallokenttä, Helsinki Toeschouwers: 3.000 Scheidsrechter: Alf Hillerström (SWE) |

|                                                                          |                     |       |                   |                                                                                    |
| 23 september Vriendschappelijk № 36 «onderlinge duels» 16:00 uur (UTC+2) | Letland             | 1 – 1 | Estland           | LSB Stadions, Riga Toeschouwers: 4.000 Scheidsrechter: Valerijonas Balčiūnas (LTU) |
| 23 september Vriendschappelijk № 36 «onderlinge duels» 16:00 uur (UTC+2) | Voldemārs Plade 26' |       | 41' Arnold Pihlak | LSB Stadions, Riga Toeschouwers: 4.000 Scheidsrechter: Valerijonas Balčiūnas (LTU) |

### 1929
|                                                                    |                                                                          |       |                         |                                                                                           |
| 7 juli Vriendschappelijk № 37 «onderlinge duels» 18:00 uur (UTC+1) | Zweden                                                                   | 4 – 1 | Estland                 | Landskrona Idrottsplats, Landskrona Toeschouwers: 10.000 Scheidsrechter: Otto Remke (DEN) |
| 7 juli Vriendschappelijk № 37 «onderlinge duels» 18:00 uur (UTC+1) | Harry Lundahl 13' Knut Kroon 19' Harry Lundahl 65' Harry Dahl 79' (pen.) |       | 88' Karl-Richard Idlane | Landskrona Idrottsplats, Landskrona Toeschouwers: 10.000 Scheidsrechter: Otto Remke (DEN) |

|                                                                     |                |       |                   |                                                                                  |
| 25 juli Vriendschappelijk № 38 «onderlinge duels» 19:00 uur (UTC+2) | Estland        | 1 – 1 | Finland           | Kadriorustadion, Tallinn Toeschouwers: 3.000 Scheidsrechter: Gustaf Ekberg (SWE) |
| 25 juli Vriendschappelijk № 38 «onderlinge duels» 19:00 uur (UTC+2) | Felix Kull 17' |       | 10' Aulis Koponen | Kadriorustadion, Tallinn Toeschouwers: 3.000 Scheidsrechter: Gustaf Ekberg (SWE) |

|                                                                        | |       |                                                |                                                                            |
| 15 augustus Baltische Beker 1929 № 39 «onderlinge duels» 19:00 (UTC+2) | Estland                                                                                             | 5 – 2 | Litouwen                                       | LSB Stadions, Riga Toeschouwers: 2.000 Scheidsrechter: Peter Bauwens (GER) |
| 15 augustus Baltische Beker 1929 № 39 «onderlinge duels» 19:00 (UTC+2) | Eugen Einman 16' Arnold Pihlak 32' Eugen Einman 59' Eduard Ellman-Eelma 75' Eduard Ellman-Eelma 85' |       | 26' Stepas Chmelevskis 35' Ricardas Rutkauskas | LSB Stadions, Riga Toeschouwers: 2.000 Scheidsrechter: Peter Bauwens (GER) |

|                                                                            |                                            |       |                                         |                                                                            |
| 16 augustus Baltische Beker 1929 № 40 «onderlinge duels» 18:00 uur (UTC+2) | Letland                                    | 2 – 2 | Estland                                 | LSB Stadions, Riga Toeschouwers: 4.000 Scheidsrechter: Peter Bauwens (GER) |
| 16 augustus Baltische Beker 1929 № 40 «onderlinge duels» 18:00 uur (UTC+2) | Aleksandrs Priede 27' Arkādijs Pavlovs 63' |       | 9' Eugen Einman 29' Eduard Ellman-Eelma | LSB Stadions, Riga Toeschouwers: 4.000 Scheidsrechter: Peter Bauwens (GER) |

|                                                                         |                                             |       |                   |                                                                                      |
| 27 augustus Vriendschappelijk № 41 «onderlinge duels» 17:45 uur (UTC+1) | Finland                                     | 2 – 1 | Estland           | Töölön Pallokenttä, Helsinki Toeschouwers: 3.000 Scheidsrechter: Osborn Wenzel (SWE) |
| 27 augustus Vriendschappelijk № 41 «onderlinge duels» 17:45 uur (UTC+1) | Albin Lönnberg 15' (pen.) Aulis Koponen 57' |       | 49' Arnold Pihlak | Töölön Pallokenttä, Helsinki Toeschouwers: 3.000 Scheidsrechter: Osborn Wenzel (SWE) |

|                                                                          |                                                                                  |       |                             |                                                                                       |
| 18 september Vriendschappelijk № 42 «onderlinge duels» 17:00 uur (UTC+2) | Estland                                                                          | 4 – 1 | Letland                     | Kalevi Keskstaadion, Tallinn Toeschouwers: 4.000 Scheidsrechter: Harry Kuhlberg (FIN) |
| 18 september Vriendschappelijk № 42 «onderlinge duels» 17:00 uur (UTC+2) | Johannes Brenner 10' Eduard Ellman-Eelma 33' Heinrich Paal 50' Arnold Pihlak 75' |       | 82' (pen.) Alberts Šeibelis | Kalevi Keskstaadion, Tallinn Toeschouwers: 4.000 Scheidsrechter: Harry Kuhlberg (FIN) |

EJL · A-internationals · Bondscoaches · Statistieken · Estisch vrouwenelftal · Olympisch elftal · Estland U21 · Estland U20 · Estland U19 · Estland U18 · Estland U17 · Estland U16
1920 – 1929 ·
1930 – 1939 ·
1940 – 1949 ·
1950 – 1990 · 
1991 – 1999 ·
2000 – 2009 ·
2010 – 2019 ·
2020 − 2029
OS 1924
1920 ·
1921 ·
1922 ·
1923 ·
1924 ·
1925 ·
1926 ·
1927 ·
1928 ·
1929 · 
1930 · 
1931 · 
1932 · 
1933 · 
1934 · 
1935 · 
1936 · 
1937 · 
1938 · 
1939 · 
1940 · 
1941 · 
1942 · 
1943 · 1944 · 
1945 · 
1946 · 
1947 · 
1948 · 
1949 · 
1950 – 1990 · 
1991 · 
1992 · 
1993 · 
1994 · 
1995 · 
1996 · 
1997 · 
1998 · 
1999 · 
2000 · 
2001 · 
2002 · 
2003 · 
2004 · 
2005 · 
2006 · 
2007 · 
2008 · 
2009 · 
2010 · 
2011 · 
2012 · 
2013 · 
2014 · 
2015 · 
2016 ·
2017 ·
2018 ·
2019 ·
2020
Albanië ·
Andorra ·
Angola ·
Antigua en Barbuda ·
Argentinië ·
Armenië ·
Azerbeidzjan ·
België ·
Bosnië-Herzegovina ·
Brazilië ·
Bulgarije ·
Canada ·
Chili ·
China ·
Cyprus ·
Denemarken ·
Duitsland ·
Ecuador ·
Egypte ·
El Salvador ·
Engeland ·
Equatoriaal-Guinea ·
Faeröer ·
Fiji ·
Filipijnen ·
Finland ·
Frankrijk ·
Georgië · 
Gibraltar ·
Griekenland ·
Hongarije ·
Hongkong ·
Ierland ·
IJsland ·
Indonesië ·
Irak ·
Israël ·
Italië ·
Jordanië ·
Kazachstan ·
Kirgizië ·
Kroatië ·
Letland ·
Libanon ·
Liechtenstein ·
Litouwen ·
Luxemburg ·
Malta ·
Marokko ·
Mexico ·
Moldavië ·
Montenegro ·
Nederland ·
Nieuw-Caledonië ·
Nieuw-Zeeland ·
Noord-Ierland ·
Noord-Macedonië ·
Noorwegen ·
Oekraïne ·
Oezbekistan ·
Oman ·
Oostenrijk ·
Polen ·
Portugal ·
Qatar ·
Roemenië ·
Rusland ·
Saint Kitts en Nevis ·
San Marino ·
Saoedi-Arabië ·
Schotland ·
Servië ·
Slovenië ·
Slowakije · 
Spanje ·
Tadzjikistan ·
Thailand ·
Trinidad en Tobago ·
Tsjechië ·
Turkije ·
Turkmenistan ·
Uruguay ·
Vanuatu ·
Venezuela ·
Verenigde Arabische Emiraten ·
Verenigde Staten ·
Vietnam ·
Wales ·
Wit-Rusland ·
Zweden ·
Zwitserland
België · Bulgarije · Denemarken · Duitsland · Engeland · Estland · Finland · Frankrijk · Griekenland · Hongarije · Ierland · Italië · Joegoslavië · Letland · Litouwen · Luxemburg · Nederland · Noord-Ierland · Noorwegen · Oostenrijk · Polen · Portugal · Roemenië · Schotland · Sovjet-Unie · Spanje · Tsjecho-Slowakije · Turkije · Wales · Zweden · Zwitserland